# Beekmijtertje
Het beekmijtertje (Mitrula paludosa) (ook: mijtertje of nachtlichtje) is een in Nederland en België zeldzame zakjeszwam uit de orde Helotiales.

## Kenmerken
Het beekmijtertje is dooiergeel tot diep oranje gekleurd en heeft een knop- of knotsvormige hoed op een kale witte steel. De vruchtlichaam heeft een hoogte van 2 tot 5 cm. De parafysen zijn draadvormig en recht. De cilindrisch-elliptische tot licht gekartelde sporen zijn doorschijnend en glad en meten 11-19 × 2,5-3 µm. Ze zijn meestal ongesepteerd.

## Leefomgeving
De paddenstoel groeit in de maanden april en mei in moerassen en broekbossen op met water verzadigde plaatsen waar bladeren of naalden liggen te vergaan. Voorwaarde is een beschaduwde plaats bij een kwelbron of langs een beek waar voedselarm en zuurstofrijk water omhoog komt.
De soort kan daar plaatselijk in groten getale langs de oever aanwezig zijn.

## Verspreiding
In Nederland is het beekmijtertje te vinden op een beperkt aantal plaatsen in Limburg, Noord-Brabant, Gelderland, Overijssel en in Noord-Drenthe. De soort is sinds 1950 sterk achteruitgegaan door het verdwijnen van schone bronnen en staat als zeer zeldzaam en bedreigd op de rode lijst. Sinds 1990 is het voorkomen stabiel.